# Recep (Çermik)
Recep ist ein ehemaliges Dorf im Landkreis Çermik der türkischen Provinz Diyarbakır. Recep liegt etwa 117 km westlich der Provinzhauptstadt Diyarbakır und 28 km südlich von Çermik. Recep hatte laut der letzten Volkszählung 226 Einwohner (2014). Seit einer Gebietsreform 2014 ist der Ort ein Ortsteil der Kreisstadt Çermik.
Die Bevölkerung besteht hauptsächlich aus sunnitischen Türken. Recep ist neben Aralık, Bakacak, Eliaçık, Karamusa, Köseli, Türkmenhacı und Ulutürk eines der wenigen von Türken besiedelten Dörfer in der Provinz Diyarbakır.